# Liste des députés de l'Assemblée nationale d'Astros
Cet article présente la liste des députés élus à l'Assemblée nationale d'Astros qui se réunit du 10 au 30 avril 1823.
La loi électorale du 2 novembre 1822 avait accordé le droit de vote au « chef de famille » et avait prévu un député par province selon un suffrage majoritaire indirect à trois étages. La constitution de 1822 prévoyait en outre que les députés seraient élus pour un an.
L'assemblée compta autour de 270 membres. Le parlement grec a utilisé les signatures au bas des divers actes produits par l'assemblée pour en compiler la liste de ses membres. Il semblerait que certains députés aient été élus dans plusieurs provinces ou aient été considérés, en fonction des actes comme élus de plusieurs provinces. Cependant, comme le constate un des auteurs des ouvrages historiques du parlement grec dans une note en bas de page, il semblerait qu'il y ait des erreurs et que toutes les sources utilisées n'aient pas été fiables, d'où des doublons.

## Péloponnèse
Le Péloponnèse compta autour de 110 députés.
| - Pétros Mavromichális (Président de l'Assemblée) - Theodóritos de Vrésthena (Vice-président de l'Assemblée) - Lámbros Alexándrou (présent aussi parmi les élus de l'Égée et de la Grèce continentale de l'est) - Sotírios Charalámbis - Panoútsos Notarás - Ioánnis Papadiamantópoulos - Papaphléssas - Anagnóstis Papayannópoulos - Andréas Zaïmis - Christódoulos Ácholos - Panagiótis (ou Panagiotákis) Anagnostópoulos - Dimítrios Antonópoulos - Agamémnon G. Avgerinós - Geórgios Bárboglis - Geórgios Dariótis (présent aussi parmi les élus de l'Égée) - Major Piérros Grigorákis (appelé Piérros beyzadé Grigorákis) (présent aussi parmi les élus militaires) - Athanásios Grigoriádis - Ioánnis G. Ikonomídis - Andréas Kalamogdártis - Geórgios Kalarás - Panagiótis Kalogerás - Yannoúlis Karamános - Michaíl Kavás - Gerásimos Kombothékras - Anastásios Kornílios - Christódoulos Kritíkos - Anastásios Lóndos - Nikólaos Lóndos - Aléxios Loukópoulos - Anagnóstis Makrypoukámisos - Aléxios Moschoúlas - Grigórios de Modon - Rígas Palamídis - Dionýsios Papagiannópoulos - Charalámbos Perroúkas - Nikólaos Ponirópoulos - Geórgios Sisínis - Anagnóstis Spiliotákis - Nikólaos Tzannétou - Chrítos Vlásis | - Márkos Alevizóplos - Vasílios Anagnostópoulos - Sakellários Ioánnis Anastasíou - Anagnóstis Anastasópilos - Ioánnis Anastasópoulos - Joseph (évêque) d'Androussa - Dimítrios Apostólou - Ioánnis Chatzimeléti - Papa-Dimítris Dára - Athanásios Deligiánnis - Geórgios Despotópoulos - Geórgios Didaskalópoulos - Georgiákis Dimitrakóplos - Anagnóstis Dimitrópoulos - Ioánnis Evguenídis - Spýros Frangkískos - Anastasíos Georgíou - Konstantís (ou Konstantákis) Giannóplos (présent aussi parmi les élus de l'Égée) - Anagnóstis Ikonómou - Michelís Ikonómou - Lykoúrgos Ioannádis - Dimítrios Kalamariótis - Ilías Karápavlos - Michális Karavías - Dimítris Kérzas - Anagnóstis Kokorákis - Panagís Kombothékras - Anagnóstis Kondákis - Anastásis Koutoúlas - Grigóris Koutzouléntis - Anagnóstis Kremíris - Nikolós Lambrinópoulos - Ilías Lámbros - Ioánnis Levákos - Theodorákis Liarópoulos | - Athanásis Malevithópoulos - Anagnóstis Manolákis - Tzannétos Markóplos - N. Milíanis - Nikólaos Palladás - Mítros Panagópoulos - Ioánnis Papadópoulos, présent aussi parmi les élus de l'Égée - Grigórios Papageorgíou - Dimitrákis Papagiannópoulos - Anagnóstis Panagiótou - Chrístos Papakonstantópoulos - Anastasíos Papalexópoulos - Spyrídon Papalexópoulos - Paúlos Papangelópoulos - Ikonómos G. Papazaphirópoulos - Georgiákis Papazaphirídis - Stamátis Psaroúlis - Pános Sarrigiánnis - Andréas iereus Spiliópoulos - Anagnóstis Tatópoulos - Spýros Toukoumás - Geórgios Tzértos - Vasílios Ioánnou Vanikiótou - Ioánnis Varvátis - Lýsandros I. Velaétis - Anagnóstis Vranítis (ou Vranitópoulos) - Anagnóstis Zaphirópoulos - Konstantís Zaphirópoulos - Nikólaos Zariphópoulos - Anastásis Zýras - Dimítrios iereus - Nikólaos iereus et ikonómos - Theódoros iereus - Giánnos tou ikonómou |

## Hydra
L'île d'Hydra compta 8 députés.
- Stamátis Boudoúris
- Vasílios Boudoúris
- Geórgis Gkióni
- Nikólaos Ikonómos
- Geórgios Koundouriótis
- Ioánnis Orlándos
- Emmanuel Tombazis
- Francéskos Voúlgaris

## Spetses
L'île de Spetses compta 9 députés.
- Panagiótis Bótasis
- Andréas Chatzianargýrou
- Anagnóstis Chatzianargýrou (el)
- Gkíkas Karakatzánis
- Giorgákis Koútzis
- Nikólas D. Lazáris
- Vasílis Lazárou (el)
- Hadjiyánnis Méxis
- Geórgios Pánou (el)

## Poros
L'île de Poros n'eut qu'un seul élu :
- Stamátis proin Oikonómou (Σταμάτης πρώην Οικονόμου).

## Égine
L'île d'Égine envoya trois députés.
- Geórgios Logiotatídis
- Spyrós Markéllos
- Piérros Troupákis (élus aussi par les militaires)

## Psará
L'île de Psará envoya 6 députés.
- Chatziandréas Argýri
- Giórgis Kalafátis
- Nikólaos G. Loumákis
- Ioánnis D. Mamoúnis
- Anagnóstis Monarchídis
- Konstantínos Zannís

## Kassos, Tríkeri, Mer Égée et Santorin
Les quatre provinces dites de « Kassos », de « Tríkeri », de la mer Égée et de Santorin (ou « Archipel ») semblent englober les Cyclades, les Sporades, le Dodécanèse et des îles de l'est et du nord-est de l'Égée. Elles sont séparées dans les listes officielles du parlement grec, qui donne pour la première (« Kassos ») 18 députés, pour la deuxième (« Tríkeri ») 8 députés, pour la troisième (« mer Égée ») 20 députés et pour la quatrième (« Santorin ») 26 députés. Cependant, les quatre listes se recoupent.
| - Anagnóstis Amirsónis, présent sur les quatre listes (pour Samos) - Dimítrios Gavrás, présent sur les quatre listes (pour Amorgós), mais aussi sur celle de Grèce centrale - Christódoulos Kapsális, présent sur les quatre listes (pour Samos) - Antónios Chatzioannou Kortésis, présent sur les quatre listes (pour Ios) - Antónios Manolésos, présent sur les quatre listes - Ioánnis Kondoumás, présent sur les listes « Kassos », « mer Égée » et « Santorin » (pour Mykonos) - Nikólaos Kókkos (ou Kókos), présent sur les listes « Kassos », « mer Égée » et « Santorin » (pour Naxos) - Ioánnis Papadópoulos, présent sur les listes « Kassos », « mer Égée » et « Santorin » (pour Sérifos) et sur celle du Péloponnèse - Móschos Philippaíos, présent sur les listes « Kassos », « mer Égée » et « Santorin » (pour Kythnos) - Emmanouíl Xénos, présent sur les listes « Kassos », « mer Égée » et « Santorin » (pour Patmos, « avec une procuration ») - Antónios Barbarrígos, présent sur les listes « Kassos », « Tríkeri » et « Santorin » (pour Santorin) - Theóphilos Kaíris, présent sur les listes « Kassos » et « mer Égée » (pour Andros) mais aussi sur celle de Crète - Nikólaos Kambánis, présent sur les listes « Kassos » et « Santorin » (pour Sifnos) - Zépos Kyprianós, sur les listes « Kassos » et « Santorin » (pour Paros) | - Dimítrios Arvanitópoulos, présent uniquement dans la liste « Kassos » (pour Kassos) - Márkos Malliarákis, présent uniquement dans la liste « Kassos » (pour Kassos) - Néophyte d'Atalánti, présent dans la liste « Kassos », mais aussi sur celle de Grèce continentale de l'est - Mínas Sakellaríou, présent uniquement dans la liste « Kassos » (pour Kassos) - Dimítrios Bogatzélos, présent uniquement dans la liste « Tríkeri » - Konstantínos Chatzilemoní, présent uniquement dans la liste « Tríkeri » - Lámbros Alexándrou, présent dans la liste « mer Égée », mais aussi sur celles de la Grèce continentale de l'est et du Péloponnèse - Márkos Despótis, présent uniquement dans la liste « mer Égée » - Tzikoúris Dimitríou, présent uniquement dans la liste « mer Égée » - Athanásios iereus Ikonómos, présent uniquement dans la liste « mer Égée » - Geórgios Konistriátis, présent uniquement dans la liste « mer Égée » - Ioánnis Pángalos, présent uniquement dans la liste « mer Égée » (pour Patmos) - Rígas Papakondorrígas, présent dans la liste « mer Égée », mais aussi sur celle de Grèce continentale de l'est - Gabriél Amanítis, présent dans la liste « Santorin », mais aussi sur celle de Grèce continentale de l'est - Geórgios Dariótis, présent dans la liste « Santorin », mais aussi sur celle du Péloponnèse - Geórgios Papailiópoulos, présent dans la liste « Santorin », mais aussi sur celles de Grèce centrale et de Grèce continentale de l'est - Konstantís Giannóplos, présent dans la liste « Santorin », mais aussi sur celle du Péloponnèse - Thanasoúlas Anagnóstou, présent dans la liste « Santorin », mais aussi sur celles de Grèce centrale et de Grèce continentale de l'est - Margarítis Dimádis, présent dans la liste « Santorin », mais aussi sur celles de Grèce centrale et de Grèce continentale de l'est - Dimákis Ieromnímon, présent dans la liste « Santorin », mais aussi sur celles de Grèce centrale et de Grèce continentale de l'est - Anagnóstis Kolphópoulos, présent dans la liste « Santorin », mais aussi sur celle de Grèce centrale - Grigórios Konstantás, présent dans la liste « Santorin », mais aussi sur celles de Grèce centrale et de Grèce continentale de l'est - Charálambos Papageorgíou polítis, présent dans la liste « Santorin », mais aussi sur celle de Grèce centrale et de Grèce continentale de l'est - Anagnóstis Papalexíou, présent dans la liste « Santorin », mais aussi sur celles de Grèce centrale et de Grèce continentale de l'est - Argýris Pantazis (ou Pentazí), présent dans la liste « Santorin », mais aussi sur celles de Grèce centrale et de Grèce continentale de l'est - Anagnóstis Zorogiannópoulos, présent dans la liste « Santorin », mais aussi sur celles de Grèce centrale et de Grèce continentale de l'est |

## Grèce centrale
La Grèce centrale (Στερεά Ελλάς) envoya 25 députés.
| - Geórgios Ainián (présent aussi parmi les élus de Grèce continentale de l'est) - Rígas Kontorígas - Pános Rángos (présent aussi parmi les élus Grèce occidentale) - Geórgios Papailiópoulos (présent aussi parmi les élus de l'Égée et Grèce continentale de l'est) - Stámos Stáikos (présent aussi parmi les élus Grèce occidentale) - Porphyre d'Arta, ancien évêque métropolite d'Arta ; présent aussi parmi les élus de Grèce occidentale - Thanasoúlas Anagnóstou (présent aussi parmi les élus de l'Égée et de Grèce continentale de l'est) - Anagnóstis Áthanasiou (présent aussi parmi les élus de Grèce occidentale) - Margarítis Dimádis (présent aussi parmi les élus de l'Égée et de Grèce continentale de l'est) - Anagnóstis Dimitríou (présent aussi parmi les élus de Grèce continentale de l'est) - Dimítrios Gavrás d'Amorgós (présent aussi parmi les élus de l'Égée) - Dimákis Ieromnímon (présent aussi parmi les élus de l'Égée et de Grèce continentale de l'est) | - Nikolís Ioánnou (présent aussi parmi les élus de Grèce continentale de l'est) - Georgiákis Kannavós (ou Karavós), peut-être différente de l'élu homonyme en Grèce occidentale - Mítros Katzoúlis - Anagnóstis Kechagiás - Anagnóstis Kolphópoulos - Panagiótis Kondýlis (présent aussi parmi les élus de Grèce continentale de l'est) - Grigórios Konstantás (présent aussi parmi les élus de l'Égée et de Grèce continentale de l'est) - Giannákis Rángos (présent aussi parmi les élus de Grèce occidentale et pour les militaires) - Charálambos Papageorgíou polítis (présent aussi parmi les élus de l'Égée et de Grèce continentale de l'est) - Anagnóstis Papalexíou (présent aussi parmi les élus de l'Égée et de Grèce continentale de l'est) - Argýris Pantazis (ou Pentazí), présent aussi parmi les élus de l'Égée et de Grèce continentale de l'est - Ioánnis Skandalídis (présent aussi parmi les élus de Grèce continentale de l'est) - Anagnóstis Zorogiannópoulos (présent aussi parmi les élus de l'Égée et de Grèce continentale de l'est) - Papa-Dimítrios ikonómos |

## Koulouris
La province de Koulouris envoya 2 députés.
- Adónis Birbílis
- Giánnis Vgenás

## Épidaure
La province d'Épidaure compta 5 députés.
- Anagnóstis Elefthéris
- Konstantínos Metaxás
- Anagnóstis Papadimitríou (présent aussi parmi les élus de Crète)
- Gerásimos Papadópoulos (présent aussi parmi les élus de Crète)
- Ioánnis Sisínis

## Crète
La grande île de Crète compta 7 députés.
- Emmanouíl Antoniádis
- Theóphilos Kaíris (présent aussi parmi les élus de l'Égée)
- Geórgios Papadákis
- Anagnóstis Papadimitríou (présent aussi parmi les élus d'Épidaure)
- Gerásimos Papadópoulos  (présent aussi parmi les élus d'Épidaure)
- Chatzistratís Pelivanákis
- Zacharías Tz. Praktidíkis

## Militaires
Les différentes forces armées et leurs officiers supérieurs furent considérés comme autant de circonscriptions et eurent respectivement 15 et 46 députés. Certains élus sont présents dans les deux listes.

### Armée
| - Kanéllos Deligiánnis (général) - Anagnóstis Papageorgíou (général) - Konstantínos Petimezás (général) - Vasílios Petimezás (général) - P. Zaphirópoulos (général) - Giorgiákis Giatrákos (« archistratigos » : « lieutenant-général ») - Nikólaos Iatrákos (chiliarque, littéralement commandant 1 000 hommes) - Panagiótis Kephálas (chiliarque) - Ilías Kormás (chiliarque) - Nikólaos Petimezás (chiliarque) - Staúros Vasíliou (chiliarque) | - Dimítris Triantaphýllou (« pentacosiarchos », littéralement commandant 500 hommes) - Kónstas Boúras (« hypochiliarque ») - Anagnóstis Ikonomóplos - Vásios Mavrovouniótis |

### Officiers supérieurs
| - Odysséas Androútsos - Kanéllos Deligiánnis (« général ») - Theódoros Kolokotrónis - Andréas Lóndos (« général ») - Panagiótis Giatrákos (el) (« général ») - Anagnóstis Papageorgíou (« général ») - Papatzóris (« général ») - Konstantínos Petimezás (« général ») - Stáikos Staïkópoulos (« général ») - P. Zaphirópoulos (« général ») - Giorgákis Giatrákos (lieutenant-général) - Geórgios Agallópoulos (chiliarque) - Nikólaos Deligiánnis (chiliarque) - Panagiótis Kephálas (chiliarque) - Nikólaos Kondoúris (chiliarque) - Ilías Kormás (chiliarque) - Giorgákis Lýkos (chiliarque) - Pétros Mítzou (chiliarque) - Giannákis Rángos (el) (« chiliarque » et « commissaire des officiers de Grèce occidentale »), présent aussi parmi les élus de Grèce occidentale et de Grèce centrale - Asimákis Skaltás (chiliarque) - Staúros Vasilíou (chiliarque) - Anagnóstis Oikonomópoulos (« hypochiliarque ») - Stasinós Papadópoulos (« hypochiliarque ») - Anagnóstis Papakakánis (« hypochiliarque ») - Giórgis Spiliópoulos (« hypochiliarque ») | - Dimítrios Kolovoúnis (ἑκατὀνταρχος (èkatóntarchos) : « centurion ») - Thános Koumaniótis (« centurion ») - Tásis Anagnostópoulos (taxiarque) - Venetzánis Geramoutzópoulos (taxiarque) - Papa-Eustáthios (taxiarque) - Mikelís Stavrópoulos (taxiarque) - Theodorákis Asimakópoulos - Pétros Barbitziótis - Stílios Giannakópoulos - Tzannetákis Gligorákis - Major Piérros Grigorákis (appelé aussi Piérros beyzadé Grigorákis) (présent aussi parmi les élus du Péloponnèse) - Giórgis Kítzos - Papagiotákis Kosonákos - Galánis Koumoudouráki - Adónis Koumoustiótis - Giórgis Th. iatrós Ligkadikiótis - K. Mavromichális - Adónis Panagiotópoulos - Andrítzos Saphákas - Piérros Troupákis (présent aussi parmi les élus d'Égine) - Piérros Voïdís |

## Grèce continentale de l'est
La Grèce continentale de l'est (Ανατολική Ελλάδα) envoya 35 députés.
| - Geórgios Ainián (présent aussi parmi les élus de Grèce centrale) - Lámbros Alexándrou (présent aussi parmi les élus de l'Égée et du Péloponnèse) - Néophyte d'Atalánti (présent aussi parmi les élus de l'Égée) - Ioánnis Logothétis - Geórgios Papailiópoulos (présent aussi parmi les élus de l'Égée et de Grèce centrale) - Ioánnis Phílonos - Lámbros Nákos - Ioannoúlis N. Nákou - Dimítrios Sarátzoglous - Chatzizacharítzas - Nikólaos Vrizákis - Evstáthios Spyrídonos - Vasílios Trichás - Argýris Pantazis (ou Pentazí), présent aussi parmi les élus de l'Égée et de Grèce centrale - Pap' Angelís Kriziótis - G. Psýllas - P. Poúlos - Thanasoúlas Anagnóstou (présent aussi parmi les élus de l'Égée et de Grèce centrale) | - Rígas Papakondorrígas (présent aussi parmi les élus de l'Égée) - Charálambos Papageorgíou polítis (présent aussi parmi les élus de l'Égée et de Grèce centrale) - Dimákis Ieromnímon (présent aussi parmi les élus de l'Égée et de Grèce centrale) - Panagiótis Kondýlis (présent aussi parmi les élus de Grèce centrale) - Anagnóstis Kolphópoulos - Ioánnis Papachrístou - Damaskinós Petrákis - Konstantínos Zótos - Anagnóstis Papalexíou (présent aussi parmi les élus de l'Égée et de Grèce centrale) - Anagnóstis Zorogiannópoulos (présent aussi parmi les élus de l'Égée et de Grèce centrale) - Pános Sigoulópoulos - Grigórios Konstantás (présent aussi parmi les élus de l'Égée et de Grèce centrale) - Margarítis Dimádis (présent aussi parmi les élus de l'Égée et de Grèce centrale) - Nikolís Ioánnou (présent aussi parmi les élus de Grèce centrale) - Anagnóstis Dimitríou (présent aussi parmi les élus de Grèce centrale) - Gabriél Amanítis (présent aussi parmi les élus de l'Égée) - Ioánnis Skandalídis (présent aussi parmi les élus de Grèce centrale) |

## Grèce occidentale
La Grèce occidentale envoya 8 députés.
- Porphyre d'Arta, ancien évêque métropolite d'Arta ; présent aussi parmi les élus de Grèce centrale
- Anagnóstis Áthanasiou (présent aussi parmi les élus de Grèce centrale)
- Georgiákis Kannavós (peut-être différente de l'élu homonyme en Grèce centrale)
- Ioannis Kolettis
- Geórgios Mavrommátis
- Giannákis Rángos (élu aussi par les militaires et en Grèce centrale)
- Pános Rángos (élu aussi en Grèce centrale)
- Stámos Stáikos (élu aussi en Grèce centrale)

## Autres
Un certain nombre d'élus ne semblent pas avoir été désignés par une province, mais ils sont soit présents dans la liste générale soit considérés comme membre de l'assemblée.
- Aléxandros Mavrokordátos
- Théodore Négris
- Andréas Metaxás
- Ánthimos Gazís
- Benjamin de Lesbos